# Waar ik woon en wie ik ben
Waar ik woon en wie ik ben is het zesde album van Boudewijn de Groot, verschenen in september 1975. De Groot schreef alle nummers samen met filmmaker René Daalder, een oud-klasgenoot van de filmacademie. Het album bevat een aantal autobiografische nummers zoals Moeder, over De Groots moeder die stierf in een jappenkamp.
Het album stond 8 weken in de albumlijst en bereikte de zestiende plaats. Het album werd gemixt in de The Village Recorder in Los Angeles. 
Het album werd wisselend ontvangen door de Nederlandse pers. Het Nieuwsblad van het Noorden noemde het een 'ronduit indrukwekkende elpee' en het Limburgsch Dagblad 'een schitterend werk', terwijl het album volgens het Algemeen Dagblad 'niet erg interessant' was.

## Tracks
| Nr. | Titel                 | Duur |
| --- | --------------------- | ---- |
| 1.  | Waar ik woon          | 6:16 |
| 2.  | Calypso               | 2:05 |
| 3.  | Rechts links verkeerd | 4:21 |
| 4.  | Moeder                | 3:56 |
| 5.  | De Nederlandse held   | 3:29 |

| Nr. | Titel         | Duur |
| --- | ------------- | ---- |
| 6.  | Of niet soms  | 2:55 |
| 7.  | Travestie     | 3:58 |
| 8.  | Wegen         | 2:09 |
| 9.  | De verbouwing | 3:03 |
| 10. | Wie ik ben    | 4:33 |